# Zakochani
Zakochani – polska komedia romantyczna z 2000 roku w reżyserii Piotra Wereśniaka. Film kręcono od 7 kwietnia do 20 maja 1999 roku.

## Fabuła
Zofia Karska to piękna, pełna uroku i przebojowa młoda kobieta. Jej sposób na życie to uwodzenie bogatych mężczyzn i wyciąganie od nich pieniędzy i drogich prezentów. Pewnego dnia na swojej drodze spotyka Mateusza, przystojnego, błyskotliwego i pewnego siebie fotografa. Dziewczyna nie wie, że Mateusz również dorabia jako łowca bogatych i samotnych kobiet; także on nie ma pojęcia, jakiej „profesji” jest jego ukochana. Oboje są przekonani, że upolowali kolejną „ofiarę”. Początkowo nieufni i wyrachowani, stopniowo młodzi zaczynają mieć się ku sobie.
Jednak kiedy prawda wychodzi na jaw, Zosia i Mateusz będą musieli wybierać między uczuciami a zawodem.

## W rolach głównych
- Magdalena Cielecka – Zosia
- Bartosz Opania – Mateusz
- Beata Tyszkiewicz – Neli, ciotka Zosi
- Olaf Lubaszenko – Marek Zdzierski
- Cezary Pazura – Szczepan Zadymek
- Jan Frycz – Alfred Bobicki
- Katarzyna Figura – Edyta Bobicka

## W pozostałych rolach
- Dariusz Jakubowski – Poznański
- Marta Klubowicz – Poznańska
- Bogusław Bagsik – mężczyzna na ślubie
- Marzena Rogalska – dziennikarka RMF FM
- Leon Niemczyk – ksiądz
- Diana Kadłubowska – pielęgniarka w szpitalu
- Elżbieta Komorowska – stewardesa
- Karina Kunkiewicz – stewardesa
- Paweł Wawrzecki – Willy Berger
- Joanna Benda – koleżanka Zosi
- Ewa Gorzelak – koleżanka Zosi
- Gabriela Czyżewska
- Przemysław Saleta

## Plenery
- Zegrze, Warszawa (Kościół Nawiedzenia Najświętszej Marii Panny w Warszawie, Wisłostrada), Ustka, latarnia morska w Czołpinie.